# Monòlit de Utah
El monòlit de Utah és un pilar metàl·lic de 2,9 metres d'alçària descobert el novembre de 2020 en els canons rojos del sud-est de Utah per biòlegs de l'estat. Àmpliament descrit com un monòlit sembla estar fet d'acer inoxidable reblat en forma de prisma triangular. Datat a algun moment entre agost de 2015 i octubre de 2016, el seu origen és desconegut.
Els funcionaris públics en van anunciar el descobriment, però no van revelar-ne la localització per evitar que la gent es perdés intentant trobar-lo. En qüestió d'hores, el públic el va localitzar a Google Earth i va començar a visitar el lloc. Després de rebre cobertura en els mitjans a escala mundial, va ser tret del lloc per una algú desconegut.

## Descobriment
El 18 de novembre de 2020, biòlegs de l'estat de la Utah Division of Wildlife Resources (Divisió de recursos de la vida silvestre de Utah) estaven duent a terme un cens de muflons de les Muntanyes Rocoses (Ovis canadensis) des d'un helicòpter quan un dels biòlegs va albirar l'estructura i li va indicar al pilot, Bret Hutchings, sobrevolar el lloc un altre cop. Hutchings va descriure així el moment del descobriment:
| « | One of the biologists is the one who spotted it and we just happened to fly directly over the top of it. He was like, "Whoa, whoa, whoa, turn around, turn around!" And I was like, "What?" And he's like, "There's this thing back there – we've got to go look at it!" | Un dels biòlegs va ser el que el va albirar i per casualitat havíem volat just sobre seu. Em va dir: 'Ei, ei,ei, dona la volta, dona la volta!' i jo li vaig dir 'Què?' i ell em va dir 'Hi ha aquesta cosa allà al darrere, hem d'anar a fer una ullada!' | » |

Hutchings va dir que l'objecte semblava fet per l'home i que estava "plantat" en el sòl, en comptes d'haver caigut del cel.
El 20 de novembre, el Departament de Seguretat Pública de Utah (DPS, per les seves sigles en anglès) va publicar una foto del pilar a Instagram. El 23 de novembre, el DPS va publicar vídeos i fotografies de l'objecte, però no la seva localització exacta, a la seva pàgina web dient: "L'oficina aèria del DPS ha trobat un monòlit a Red Rock Country".

## Lloc i datació
La localització del monòlit no va ser revelada per la tripulació del vol per evitar que la gent es perdés intentant buscar-lo. El monòlit no apareix en les fotos de Google Earth d'agost de 2015, però sí que ho fa en una imatge de satèl·lit d'octubre de 2016. Es troba al Lockhart Basin al Comtat de San Juan (Utah), en una terra que el president Trump va treure del Monument Nacional Bears Ears (una àrea protegida de Utah) l'any 2017.
Tan sols hores després de fer-se l'anunci del descobriment, la gent va començar a arribar al lloc per visitar-lo i fer fotografies. L'amo d'un taller de reparació proper va dir que un augment dels visitants podria danyar els jaciments i els artefactes dels nadius americans de la zona.

## Descripció
L'estructura metàl·lica fa 2,90 metres d'altura i està localitzada en un estret canyó en una àrea de roca vermella. Té tres costats i sembla estar feta amb planxes d'acer inoxidable, posades juntes amb reblons.
Tot i que la paraula monòlit fa referència a una única gran pedra, aquesta estructura s'ha associat amb el monòlit de la pel·lícula 2001: una odissea de l'espai, per la seva semblança. També s'ha comparat amb les obres de l'artista John McCracken, que va morir l'any 2011. Es va especular que el monòlit era obra de Petecia Le Fawnhawk, que, en el passat, ja havia instal·lat escultures en el desert i vivia a Utah, però l'artista va declarar que no era obra seva. La Comissió de cinema de Utah va afirmar que no els constava que el monòlit formés part de la producció de cap pel·lícula.
Dave Sparks, del programa de televisió Diesel Brothers va acudir al monòlit i el va descriure en un vídeo publicat a Instagram. "Van utilitzar una serra per a formigó i van tallar la roca vermella just aquí," va indicar. "Podeu veure just aquí sota on van tallar de més dues vegades amb la serra."

## Legalitat d'obres d'art en l'espai públic
El departament de Seguretat Pública de Utah va emetre una declaració citant el Bureau of Land Management (cadastre federal) indicant que és il·legal instal·lar estructures d'art sense permís a l'espai públic "independentment del planeta de procedència".

## Coincidències
A la novel·la de ciència-ficció La Última Palabra. Travesía hacia lo desconocido de l'autor gironí JuanFran G. Molina es descriu un prisma de base triangular i mida similar situat en un exoplaneta desèrtic.